# Рендолф Тауншип (округ Кроуфорд, Пенсільванія)
Рендолф Тауншип (англ. Randolph Township) — селище (англ. township) в США, в окрузі Кроуфорд штату Пенсільванія. Населення — 1718 осіб (2020).

## Демографія
Згідно з переписом 2010 року, у селищі мешкали 1782 особи в 647 домогосподарствах у складі 494 родин. Було 756 помешкань
Расовий склад населення:
| - 98,5 % — білих - 0,4 % — чорних або афроамериканців - 0,3 % — азіатів |

До двох чи більше рас належало 0,7 %. Частка іспаномовних становила 0,4 % від усіх жителів.
За віковим діапазоном населення розподілялося таким чином: 24,6 % — особи молодші 18 років, 59,8 % — особи у віці 18—64 років, 15,6 % — особи у віці 65 років та старші. Медіана віку мешканця становила 40,4 року. На 100 осіб жіночої статі у селищі припадало 103,4 чоловіків;  на 100 жінок у віці від 18 років та старших — 101,0 чоловіків також старших 18 років.
Середній дохід на одне домашнє господарство  становив 66 994 долари США (медіана — 44 213), а середній дохід на одну сім'ю — 69 820 доларів (медіана — 50 417). Медіана доходів становила 31 357 доларів для чоловіків та 33 542 долари для жінок. За межею бідності перебувало 17,2 % осіб, у тому числі 28,4 % дітей у віці до 18 років та 12,9 % осіб у віці 65 років та старших.
Цивільне працевлаштоване населення становило 768 осіб. Основні галузі зайнятості: освіта, охорона здоров'я та соціальна допомога — 28,1 %, виробництво — 24,3 %, роздрібна торгівля — 11,3 %, будівництво — 5,7 %.